# قطعنامه ۱۷۲۴ شورای امنیت
قطعنامه  ۱۷۲۴ شورای امنیت سازمان ملل متحد که در تاریخ ۲۹ نوامبر ۲۰۰۶ تصویب شد، سندی بین‌المللی دربارهٔ بررسی وضعیت در سومالی است. این قطعنامه طی نشست ۵۵۷۵ام با ۱۵ رای موافق، ۰ مخالف و ۰ ممتنع تصویب شد.